# Tease Me (3T)
Tease Me è un singolo del gruppo musicale statunitense 3T, pubblicato il 4 gennaio 1996 come terzo singolo dell'album Brotherhood.

## Tracce
1. Tease Me (Album Version) – 5:28
2. Tease Me (Single Edit) – 4:25
3. Tease Me (Sex O'Clock Club Mix) – 6:49
4. Tease Me (Todd Terry's Tease Club Mix) – 6:49
5. Tease Me (Todd Terry's TNT Tease Dub) – 6:11
6. Tease Me (Acapella) – 4:40

## Classifiche
| Classifica (1996)                  | Posizione massima |
| ---------------------------------- | ----------------- |
| Nuova Zelanda                      | 20                |
| Stati Uniti                        | 103               |
| Classifica soul di Billboard (USA) | 90                |